# De geniale soepselder
 De geniale soepselder  is een verhaal dat dient als een hommage door Marc Legendre en Charel Cambré voor de Belgische stripreeks Piet Pienter en Bert Bibber van Pom.

## Personages
- Piet Pienter
- Bert Bibber
- Susan
- Prof. Dr. Ir. Kumulus
- Stanske
- Theo Flitser
- Gino Cipolla

## Albumversies
De geniale soepselder verscheen in 2021 bij Standaard Uitgeverij.